# Aldhun von Durham
Aldhun von Durham (auch Aldhun von Lindisfarne, Ealdhun; * um 959; † 1018) war von 990 bis 995 ein angelsächsischer Bischof von Lindisfarne in Chester-le-Street und nach der Verlegung und Umbenennung des Bischofssitzes von 995 bis 1018 Bischof von Durham.

## Leben
Aldhun wurde um 959 geboren und stammte aus einer vornehmen Familie. Er trat in ein Kloster ein und wurde Mönch. Im Jahr 990 wurde er zum Bischof von Lindisfarne gewählt und geweiht. Seit 882 residierten die Bischöfe in Chester-le-Street im Exil.
Im Frühjahr 995 machten Wikinger die Gegend unsicher und Aldhun ließ das Kloster mit der Reliquie des Heiligen Cuthbert auf Grund einer Vision nach Ripon evakuieren. Nach drei oder vier Monaten hatte sich die Lage beruhigt, doch kehrten Aldhun und die Mönche nicht nach Chester-le-Street zurück, sondern wurden durch ein himmlisches Zeichen nach Durham geführt.
Uhtred, der spätere Ealdorman von Northumbria half den Mönchen den Platz für die neue von Bischof Aldhun geplante Kathedrale zu roden. Wahrscheinlich zu dieser Zeit heiratete Uhtred Aldhuns Tochter Ecgfrida, die einige Ländereien aus Kirchengut als Mitgift in die Ehe mitbrachte. Seit der Zeit ist Durham Sitz der Bischöfe und auch der Titel wurde in Bischof von Durham geändert. Am 4. September 998 wurde die neue Kathedrale geweiht.
Aldhun starb nach einer 29-jährigen Amtszeit im Jahr 1018 an gebrochenem Herzen, als er von den furchtbaren Verlusten der Northumbrier in der Schlacht bei Carham gegen die Schotten hörte.